# Macbeth (1948)
Macbeth is een Amerikaanse dramafilm uit 1948 onder regie van Orson Welles. Het scenario is gebaseerd op het gelijknamige toneelstuk van de Engelse auteur William Shakespeare.

## Verhaal
Drie heksen voorspellen de edelman Macbeth dat hij koning van Schotland zal worden. Hij vermoordt vervolgens de regerende vorst en eist zelf de troon op. Hij wordt geplaagd door angst en schuld en doodt nog meer mensen.

## Rolverdeling
| Acteur             | Personage        |
| ------------------ | ---------------- |
| Orson Welles       | Macbeth          |
| Jeanette Nolan     | Lady Macbeth     |
| Dan O'Herlihy      | Macduff          |
| Roddy McDowall     | Malcolm          |
| Edgar Barrier      | Banquo           |
| Alan Napier        | Heilige Vader    |
| Erskine Sandford   | Duncan           |
| John Dierkes       | Ross             |
| Keene Curtis       | Lennox           |
| Peggy Webber       | Lady Macduff     |
| Lionel Braham      | Siward           |
| Archie Heugly      | Zoon van Siward  |
| Jerry Farber       | Fleance          |
| Christopher Welles | Zoon van Macduff |
| Morgan Farley      | Arts             |